# Веселящий газ (альбом)
«Веселящий газ» — третий студийный альбом музыкального проекта «Коммунизм». Единственный магнитоальбом и один из двух студийных альбомов «Коммунизма», где нет конкретной музыки. Вторым альбомом является «Граница счастья». Это обстоятельство стало причиной недопониманий между Летовым и Олегом Манагером, который был против эксплуатации авторских песен в «Коммунизме». Был записан в марте 1989 года и сведён в мае 1989 Егором Летовым. Впервые официально был издан на кассетах в 2001 на «Caravan Records». Записан Егором Летовым и Константином Рябиновым (Кузя УО), авторству которых принадлежат все песни.
В 2006 году альбом издавался на Украине. В оформлении альбома использованы графические работы Отто Дикса.

## Концепция альбома
Весной 1989 года Егор Летов экспериментировал с гитарным звуком и в этот период за пять минут написал первую версию песни «Бери шинель». Позже у Летова появилось желание записать в таком духе целый альбом, но ему не хватало материала. В результате было решено использовать песни гитариста Константина Рябинова, которые он незадолго до этого уже использовал в своём сольном альбоме «Трам-та-ра-ра-ра-рам».
Это был первый магнитоальбом «Коммунизма», где были исполнены не «чужие», а собственные песни участников группы. До этого в рамках проекта исполнялись песни на стихи советских поэтов и писателей.
Олег Судаков не принимал участие в записи альбома. Имя его в издании альбома отмечено не было, сам Манагер считал, что отношение данного альбома к «Коммунизму» довольно относительно. С другой стороны Манагер отметил, что альбом явился своего рода предтечей к «Цыганятам и Я с Ильича».

### Лирика и музыка
Бери шинель: аранжировка песни нарочито незавершённая — музыка представляет собой гитарный скрежет. Также заметны и текстовые расхождения с «канонической версией». Вместо «конуры» Летов в припеве поёт о «норе» — о чём-то незавершённом, бесконечном.
Денис Ступников из KM.RU описал одноимённую композицию альбома как «своеобразную коллекцию пограничных состояний и бытовых несуразностей, способных вызвать вселенский ужас».
Когда я умер представляет собой клиническое описание процесса смерти.
Гора «моделирует бытие, напрочь лишённое метафизического измерения».

## Переиздание альбома
В начале ноября 2015 года издательством «Выргород» было выпущено переиздание альбома. Трек-лист альбома был дополнен четырьмя бонусами. Альбом был подготовлен к изданию Егором Летовым и Натальей Чумаковой в 2005 году. Архивные записи были оцифрованы с магнитных лент, после чего прошли реставрацию. Изданный диск был упакован в шестиполосный диджипак. К переизданию также прилагался многостраничный буклет.

## Рецензия
Из всей обширной дискографии «Коммунизма» альбом «Веселящий газ» оказался, пожалуй, наиболее тяжким для прослушивания. После цветастого идиотизма «На советской скорости» и чётко структурированного концептуализма «Сулеймана Стальского», «Веселящий газ» поражал в первую очередь разливанным морем шумов и абсолютно безостановочной лирикой. Летов впоследствии вспоминал: "Третий альбом получился вообще нойз. В нём Манагер, кстати, не участвовал. Незадолго до этого Кузьма записал свой сольник «Трам-тарарарам», очень странный, причём это не Гроб-рекордз, это какие-то собственные его рекордз. И это был самый максимальный непопс за всю историю рока вообще. Какой-то трэш-металл с электробарабанами. Все тексты были Кузьмой написаны за несколько дней, причём все они фактически и вошли в «Веселящий газ». Он там использовал Манагера как вокалиста, причём использовал его именно как инструмент. И как-то потом уже мы сидели, и я занимался тем, что играл на всяких расстроенных гитарах, исторгая дикие звуки. Потом по ходу дела возникла вещь «Бери шинель, пошли домой», причём сочинилась она в течение пяти минут максимум. Ну и как-то стали с Кузьмой это играть и записывать. Так как охота была записать поскорее, то и взяли просто не мудрствуя лукаво тексты из «Трам-тарарама». И сразу же в течение часов двух махом наиграли, прямо вживую, очень лихо. С третьего альбома, я считаю, уже начался собственно такой реальный «Коммунизм». Манагеру все это очень не понравилось, после чего он решил активнейшим образом вернуть «Коммунизм» к истокам. Тогда и возник самый, как я считаю, неудачный альбом — «Родина слышит».
Максим Семеляк

## Список композиций
| №   | Название                             | Текст песни | Музыка     | Длительность |
| --- | ------------------------------------ | ----------- | ---------- | ------------ |
| 1.  | «Бери Шинель (Like A Rolling Stone)» | Е. Летов    | Е. Летов   | 3:53         |
| 2.  | «Коран»                              | К. Рябинов  | Е. Летов   | 2:56         |
| 3.  | «Жуки-мозги»                         | К. Рябинов  | К. Рябинов | 2:56         |
| 4.  | «Бабочки сверкают»                   | Е. Летов    | Е. Летов   | 1:15         |
| 5.  | «Благодать»                          | К. Рябинов  | -          | 0:15         |
| 6.  | «Карум»                              | К. Рябинов  | К. Рябинов | 2:04         |
| 7.  | «Под горой»                          | К. Рябинов  | К. Рябинов | 1:45         |
| 8.  | «Когда я умер / Анафема»             | Е. Летов    | Е. Летов   | 5:40         |
| 9.  | «Веселящий газ»                      | -           | Е. Летов   | 2:50         |
| 10. | «Сердце стучит всё так же»           | К. Рябинов  | К. Рябинов | 2:48         |
| 11. | «Умер железный кирпич»               | К. Рябинов  | К. Рябинов | 4:40         |
| 12. | «Не в коня корм»                     | К. Рябинов  | К. Рябинов | 4:12         |
| 13. | «Сон»                                | Е. Летов    | Е. Летов   | 3:10         |
| 14. | «Концептуализм внутри»               | К. Рябинов  | Е. Летов   | 3:31         |
| 15. | «Стих»                               | К. Рябинов  | -          | 0:32         |

| №   | Название                                  | Текст песни | Музыка     | Длительность |
| --- | ----------------------------------------- | ----------- | ---------- | ------------ |
| 16. | «Не в коня корм (альтернативный вариант)» | К. Рябинов  | К. Рябинов | 4:14         |
| 17. | «Западно-Сибирский диван»                 | К. Рябинов  | К. Рябинов | 4:42         |
| 18. | «Несанкционированное поведение всего»     | Е. Летов    | Е. Летов   | 6:41         |
| 19. | «Самоискрящийся чёрный галун»             | К. Рябинов  | -          | 0:38         |

## Состав
- Егор Летов — вокал (1,2,4,6,7,8,9,13), гитары, бас, ударные
- Кузя УО — вокал (3,5,9,10,11,12,14,15), гитары, бас, ударные